# Regionalflughafen St. George

i8
i11
i13
Der St. George Regional Airport (IATA-Code: SGU, ICAO-Code: KSGU) ist ein öffentlicher Flughafen, 5 km südöstlich von St. George im Washington County, Utah in den Vereinigten Staaten.

## Flughafendaten
Er hat eine Asphaltpiste mit 2835 m Länge und 46 m Breite. Die Fläche des Flughafens beträgt 487 ha. Die Seehöhe beträgt 879 m.

## Geschichte
Der Flughafen wurde am 13. Januar 2011 als St. George Municipal Airport eröffnet. Im Jahr 2015 wurde der Flughafen in St.George Regional Airport umbenannt. SkyWest Airlines bot ab der Eröffnung Flüge nach Los Angeles und San Franciso an und ab 2016 Flüge nach Phoenix, (Arizona). Delta Air Lines fliegt seit 2017 nach Salt Lake City, (Utah) und United Airlines nach Denver, (Colorado). Allegiant Air begann 2018 mit Flügen nach Mesa, (Arizona). 
Vom 29. Mai bis 25. September 2019 war der Flughafen wegen der Verlängerung der Landebahn geschlossen. Die Landebahn wurde an den beiden Enden um jeweils 200 Fuß (etwa 60 m) verlängert und ein neues Drainagesystem installiert. Allegiant Air beendete 2019 ihre Flüge nach Mesa.

## Flugbetrieb
Im Jahre 2022 wurden 128.453 Passagiere befördert. Im Jahr 2020 fanden 80.105 Flugbewegungen statt, davon 60.000 lokale Bewegungen, 9.125 Zwischenlandungen, 2.600 Air-Taxi-Flüge, 6.580 Frachtflüge und 1.800 militärische Flüge. In diesem Jahr waren hier 150 einmotorige und 20 zweimotorige Flugzeuge sowie 6 Jetflugzeuge und 7 Hubschrauber stationiert.
Die wichtigsten Fluggesellschaften für den Flughafen sind American Airlines, Delta Air Lines und United Airlines.